# Новоселівська сільська рада (Волноваський район)
Новоселівська сільська рада — колишній орган місцевого самоврядування у Волноваському районі Донецької області. Адміністративний центр — село Новоселівка.

## Населені пункти
Сільській раді підпорядковані населені пункти:
- c. Новоселівка
- с. Запорізьке
- с. Кам'янка
- с-ще Маловодне
- с. Новоселівка Друга
- с. Степанівка

## Склад ради
Рада складається з 20 депутатів та голови.

## Керівний склад сільської ради попередніх скликань
| ПІБ                           | Основні відомості                                                         | Дата обрання | Дата звільнення |
| ----------------------------- | ------------------------------------------------------------------------- | ------------ | --------------- |
| Сергеєв Олександр Миколайович | Сільський голова, 1950 року народження, освіта, безпартійний              | 26.03.2006   | 31.10.2010      |
| Ковбасюк Микола Миколайович   | Сільський голова, 1982 року народження, освіта вища, член Партії регіонів | 31.10.2010   |                 |

Примітка: таблиця складена за даними джерела